# Jana Bauer
Jana Bauer (* 13. Oktober 1975 in Ljubljana, SFRJ) ist eine slowenische Autorin, Übersetzerin und Redakteurin.

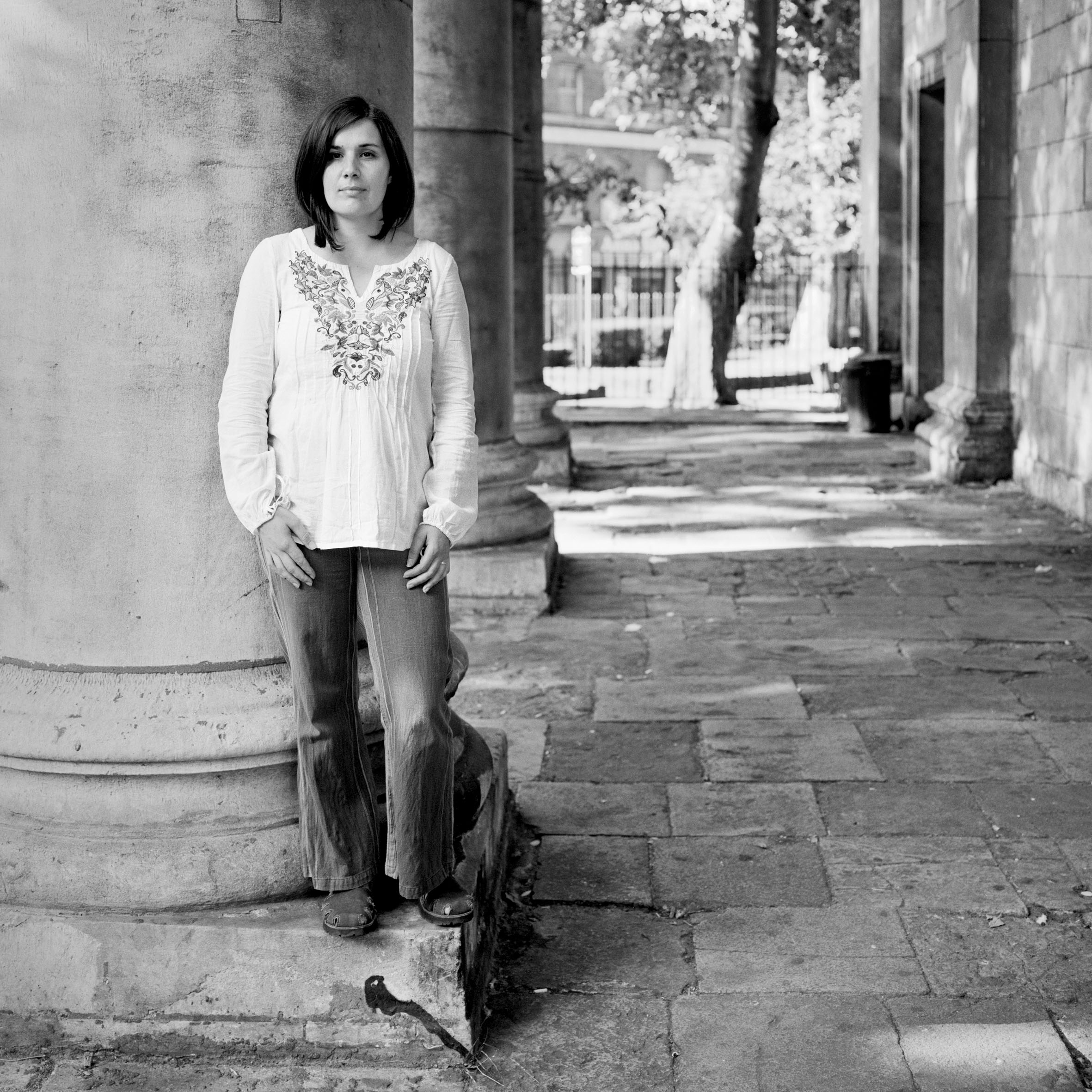
Jana Bauer (2013)

## Leben und Werk
Jana Bauer verbrachte ihre Kindheit in Kočevje, besuchte in Ljubljana eine Berufsschule für gestalterische Berufe und schloss 2003 ein Studium der Dramaturgie auf der Akademie für Theater, Radio, Film und Fernsehen in Ljubljana ab. Ihre literarische Karriere begann mit Übersetzungen. 2002 erschien ihr erstes Buch Izginjevalec čarovnic (Der Hexenverschwinderer). Aufgrund ihres Interesses fürs Verlagswesen trat sie in die Redaktion der Literaturzeitschrift Sodobnost ein, wo sie anfangs Lektorin für Prosa war und die sie seit 2012 als Chefredakteurin leitet. Auf ihre Initiative hin wurde der Kinder- und Jugendliteratur ab 2006 innerhalb der Zeitschrift ein Programmschwerpunkt gewidmet. Sie ist Mitgestalterin der Buchreihen Izmenjave/Exchanges, die den Austausch von Kurzprosa zwischen Slowenien und anderen Ländern fördert, Spominčice/Forget-me-nots, zweisprachiger Bilderbücher, Novi mladinski klasiki, neu übersetzter Jugendliteraturklassiker, Zvezdogled (Sterngucker), Werken der Weltliteratur für alle Generationen, sowie Horizont, einer Reihe europäischer Romane.
Seit 2007 setzte sie ihre Idee, Kindern im Kindergarten und Grundschule das Lesen näherzubringen, im Projekt Naša mala knjižnica (Unsere kleine Bücherei) um, das auch der Promotion europäischer Schriftsteller und Illustratoren dient. Das Projekt findet unter diesem Namen auch in Litauen, Lettland, Estland, Polen, Großbritannien und Kroatien statt.
Izginjevalec čarovnic wurde 2003 für den Večernica-Preis für das beste Kinder- und Jugendbuch nominiert. Für ihr wohl bekanntestes Buch Groznovilca v Hudi hosti (dt. Die kleine Gruselfee (2011)) war sie ebenfalls für den Večernica-Preis und den Desetnica-Preis 2013 nominiert; das Buch erhielt außerdem die Auszeichnung Zlata Hruška (Goldene Birne), ein Qualitätszeichen für Kinder- und Jugendbücher; als Bühnenstück wurde es im Puppentheater Ljubljana aufgeführt. 2019 erschien es beim Jumbo Verlag auf Deutsch als Hörbuch. Groznovilca v Hudi hosti wurde in mehrere Sprachen, darunter ins Deutsche, Litauische, Polnische, Spanische, Mazedonische und Englische übersetzt. 2017 erschien die Fortsetzung Groznovilca in huda zima (Die Gruselfee und der Winter). 2020 erhielt die Autorin den Desetnica-Preis für Kinder- und Jugendliteratur vom Verband slowenischer Schriftsteller für ihr Werk Ding dong zgodbe (Ding Dong-Geschichten), sowie den Preis des mazedonischen Literaturfestivals Druga Prikazna.
Jana Bauer ist als selbstständige Kulturschaffende tätig und lebt mit ihrer Familie in Ljubljana.

## Werke
- Izginjevalec čarovnic (Ljubljana, 2002)
- Čarobna beseda (Ljubljana, 2004)
- V deželi medenjakov (Ljubljana, 2006)
- Detektivske prigode Fokusa in Kolumne. Skrivnost izropane grobnice (Ljubljana, 2007)
- Detektivske prigode Fokusa in Kolumne. V strašljivem hotelu (Ljubljana, 2009)
- Groznovlica v Hudi hosti (Ljubljana, 2011)
- Groznovilca in divja zima (Ljubljana, 2017)
  - dt. Übersetzung: Die kleine Gruselfee. FISCHER Sauerländer, Frankfurt am Main 2019. Übersetzt von Ann Catrin Bolton. ISBN 978-3-7373-5636-7.
- Ding Dong zgodbe (Ljubljana, 2018)
- Kako prestrašiti pošast? (Ljubljana, 2020)
- dt. Übersetzung: Monsterschreck. Tulipan Verlag, München 2022. Übersetzt von Alexandra Natalie Zaleznik. ISBN 978-3-86429-536-2.

## Übersetzungen
- Robert Johnson: Ona: Knjiga o ženski duši (Ljubljana, 1997)
- Susan Nash Smith:
- Laži malih žensk (Ljubljana, 2002)
- Portret nemirne Američanke, neodposlana pisma (Ljubljana, 2005)
- Arabske zgodbe (Ljubljana, 2005)
- Zgodbe iz Afrike (Ljubljana, 2006)
- Otožna boginja (Ljubljana, 2006)
- Klub dobrih dejanj (Ljubljana, 2008)
- Guji guji (Ljubljana, 2011)